# Збагачувальна фабрика Авдіївського коксохімічного заводу
Збагачувальна фабрика Авдіївського коксохімічного заводу — збудована за проєктом інституту «Діпрококс». Стала до ладу 1971 року.
Виробнича потужність з переробки рядового вугілля (шихти вугілля коксівних марок) становить 6400 тис. тонн на рік. Технологічна схема двопоточна, глибина збагачення — 0 мм. Вугільна шихта крупністю 0-60 мм збагачується в некласифікованому вигляді у відсаджувальних машинах. Промпродукт після подрібнення до 0-20 мм збагачується в контрольних відсаджувальних машинах.
Шлами крупністю 0-0,5 мм піддають флотації. Збагачене вугілля надходить безпосередньо на коксове виробництво. Характерним для фабрики є пристосовуваність технологічних режимів збагачення до характеристики вихідної сировини, яка, зважаючи на високу продуктивність фабрики, характеризується постійною мінливістю.
Місце розташування: Авдіївка, залізнична станція Авдіївка.